# Pohronská Polhora
Pohronská Polhora – wieś (obec) na Słowacji położona w kraju bańskobystrzyckim, w powiecie Brezno. Pierwsze bezpośrednie wzmianki o miejscowości pochodzą z roku 1786, jakkolwiek wiadomo, że już w roku 1740 schwytano w niej słynnego zbójnika Jakuba Surovca.
Według danych z dnia 31 grudnia 2012, wieś zamieszkiwało 1756 osób, w tym 891 kobiet i 865 mężczyzn.
W 2001 roku rozkład populacji względem narodowości i przynależności etnicznej wyglądał następująco:
- Słowacy – 93,02%
- Czesi – 0,29%
- Romowie – 6,17%
- Ukraińcy – 0,17%
- Węgrzy – 0,17%

Ze względu na wyznawaną religię struktura mieszkańców kształtowała się w 2001 roku następująco:
- Katolicy rzymscy – 93,89%
- Grekokatolicy – 0,06%
- Ewangelicy – 0,87%
- Prawosławni – 0,06%
- Ateiści – 2,74%
- Nie podano – 2,15%